# راي ودارد
راي ودارد (بالإنجليزية: Ray Woodard)‏ هو لاعب كرة قدم أمريكية أمريكي، ولد في 20 أغسطس 1961 في كوريغان في الولايات المتحدة.

## وصلات خارجية
- راي ودارد على موقع مرجع كرة القدم المحترفة.كوم (الإنجليزية)